# ミスター・ガラス
『ミスター・ガラス』（Glass）は、2019年公開のアメリカ合衆国のサスペンス映画。『アンブレイカブル』（2000年）と『スプリット』（2016年）の続編として製作され、それぞれに登場したデヴィッド、イライジャ、ケビンを主要人物として描く。
製作及び全米配給はユニバーサル・ピクチャーズが担当するが、世界配給はウォルト・ディズニー・スタジオ・モーション・ピクチャーズが2007年以来となるブエナ・ビスタ・インターナショナルのレーベルで担当する。日本では、2000年公開の『アンブレイカブル』における音楽協力は、エイベックス・エンタテインメントが担当していたが、2019年公開の『ミスター・ガラス』における音楽協力は、ユニバーサルミュージックが担当することになった。

## あらすじ
特殊能力を有するデヴィッド・ダンは人々から「監視人（オーバーシーヤー）」と呼ばれ、息子のジョセフと共に犯罪者を取り締まる活動を続けており、デヴィッドは”群れ”による連続殺人事件を日夜追っていた。ある日、デヴィッドは偶然”群れ”の人格の一人であるヘドウィッグと接触し、廃倉庫にチアリーダー達が監禁されているというビジョンを見る。人質の救助に向かい彼女たちを救出することに成功するが、そこでケビンの人格の一つビーストと熾烈な戦闘となる。2人は互角の戦いを繰り広げるが、包囲していた警察に捕まり、精神病院に入院させられてしまう。
精神病院にはかつてデヴィッドが通報したイライジャ・プライスも収容されていた。精神科医のエリー・ステイプルは自身をヒーローと主張する患者の治療に専門としていると語り、デヴィッドら3人は彼女の治療を受けることとなる。彼女は3人に対し、特殊能力の有無の否定と、それを信じる精神の疾患を訴える。当初は納得出来ない3人だったが、デヴィッド、そしてパトリシアを始めとする”群れ”の一部は彼女の言葉によって次第に自信が揺らいでいく。一方、無気力状態を装っていたイライジャは病院の監視の穴をつき、”群れ”と接触してビーストの人格を表出させようとする。彼は大衆の目の前でデヴィッドとビーストを戦わせ、彼らの存在をもってヒーローの実在を世界に証明するために動いていた。
翌日、イライジャが病室を抜け出していたことが監視カメラの記録から発覚し、彼は精神的疾患を治療するための処置をマシンによって強制的に実行されてしまう。しかし、彼は”群れ”と接触した晩に処置用のマシンに細工をしており、再び無気力状態を装って職員の隙をつくことに成功する。その後、イライジャとビーストともに脱走を試み、デヴィッドもまたイライジャの計画に必要な駒であるため、彼に誘導され病室から抜け出すこととなった。ビーストは病院の職員達を殺害しながら病院の外へと脱出することに成功し、デヴィッドもビーストを止めるために駆けつけ、そしてケイシー、ジョセフ、イライジャの母もその場に居合わせることとなった。
デヴィッドとビーストは常人離れした激しい戦いを繰り広げる。しかし、ジョセフが彼らの間に割って入り、ビーストにある真実を告げる。ケビンの父親が彼の前から姿を消してしまったのは、かつてデヴィッドが無傷で生還したイーストレイル117号の事故で亡くなったからであり、その事故を起こした者こそイライジャであると。それを聞いたビーストはイライジャに自身の存在意義を与えたことへの感謝をするが、同時にケビンを救うはずだった父の死因をつくった張本人として制裁を与える。その後、ビーストはデヴィッドと戦いを再開し、彼を貯水タンクに押し込め弱った彼にとどめを刺そうとするが、デヴィッドはタンクを破壊し、危機を脱する。
ビーストは彼との決着は全世界の前でつけるべきだとして、その場を立ち去ろうとする。しかし、ケイシーによって引き止められ主人格であるケビンが呼び戻される。ケビンは彼女の愛情で照明の主導権を握ることに成功するが、警官に腹部を狙撃され致命傷を負う。デヴィッドは弱点の水による衰弱からなんとか立ち直ろうとするが、腕に刺青をした警官によって水たまりに顔を押し付けられ窒息させられそうになる。そして、そこにエリーが現れ彼に手を握らせて自身の記憶を彼に見せる。彼女はある組織の一員であり、その組織は遥か昔からデヴィッドやケビン、イライジャのような特殊能力を持った人間が公になり世の中の秩序が乱れることを防ぐため暗躍していたのであった。刺青はその組織の一員であることを示しておりエリーの腕にもそれは刻まれていた。当初、エリーはデヴィッド達に対しての処理を穏便な方法で行う予定であったが、イライジャと”群れ”が暴走し、それにデヴィッドが接触したことで看過できない状況になってしまい、やむなく別の方法を実行するのであった。デヴィッドはそのまま刺青の警官によって窒息死させられ、腹部への銃弾が致命傷となったケビンもケイシーに看取られながら息を引き取る。
イライジャもビーストによって致命傷を負っていた。そんな彼にエリーは”特殊能力を持つ人間が存在している”という彼の考えが正しく、それを公になることを防ぐために自分たちが活動していたことを告げる。イライジャは母にこれはヒーロー誕生の物語であるいうことを語ると自身が正しかったと確信しながら息を引き取る。
その後、エリーはこの一同の騒動の証拠を隠滅し、組織の者達と次なる街へと移動しようとする。そして、彼女は街のコミック店に足を運ぶが、そこで客達の”黒幕は真の計画を隠し、別の計画で人々を欺き注意を逸らす”という談話を耳にして精神病院へと駆け付ける。イライジャは脱走中に病院中の監視カメラを利用して、ビーストやデヴィッドの姿がより多く映るように動いていたのである。そして、これらの録画データを密かに個人サイトへと送信し、そこからケイシー、ジョセフ、イライジャの母へと録画データが届けるられるように細工していたのであった。エリーはイライジャの命懸けの計画に敗北し使命を果たせなかったことに発狂して蹲ってしまう。
そして、ケイシー、ジョセフ、イライジャの母の３名は亡くなった愛する者達の存在を証明するために録画データをネット上にアップロードし、互いに手を取り合いながらその成果を実感するのであった。

## キャスト
※括弧内は日本語吹替。
ケビン・ウェンデル・クラム / “群れ” - ジェームズ・マカヴォイ（内田夕夜）
多重人格者。一人で24人もの人格を持つことから、世間では「“群れ”」と渾名されている。
今作でジェームズは前作よりもさらに役柄の多い一人二十役をこなした。以下の人格の記述はエンドロールでの記載順に従う。
ビースト（The Beast）
メインヴィラン。ケビンが抱える人格の中で特別な存在。
類稀なる膂力や壁や天井を這い回る運動能力を有し、銃が効かない強靭な肉体を持つ。理知的だが暴力性が高く、人肉を食らうなどの野蛮性もある。
パトリシア（Patricia）
イギリス人女性。基本的には礼儀正しく落ち着きがあり誘拐した少女達の面倒も見る優しい雰囲気があるが、ビーストへの信仰心などを初め、どこか狂気じみた面もある。
デニス（Dennis）
潔癖症の成人男性。前作『スプリット』でケーシーたちを誘拐した張本人。パトリシアのやり方に着いていけなくなりつつある。
ヘドウィグ（Hedwig）
9歳の男の子。音楽好きでラッパーのドレイクのファン。ニッキー・ミナージュについても話す。
バリー（Barry）
社交的な性格。かつてはその時の主人格となれる権利「照明」を管理できていた唯一の人格だったが、ヘドウィグをはじめとするビーストを崇拝する一派に「照明」を奪われて以降支配力が無くなってしまう。
ヘンリッチ（Heinrich）
自閉的な傾向のある男性。
ジェイド（Jade）
ティーンエイジャーの女性。
イアン（Ian）
アイルランド人男性。メアリーと双子の兄妹。
メアリー・レイノルド（Mary Reynolds）
アイルランド人女性。イアンと双子の兄妹。
ノーマ（Norma）
南部訛りの女性。
ジェリン（Jalin）
糖尿病を患っている女性。
カット（Kat）
B.T（B.T）
ビーストの伝道者。
ケビン・ウェンデル・クラム（Kevin Wendell Crumb）
主人格。フィラデルフィア動物園での一件をきっかけにケーシーとはお互いに心を許しあえる関係に発展している。
プリチャード（Mr. Pritchard）
1950年代～80年代の日本映画を専門とする映画学の教授。
フェリダ（Felida）
スペイン語話者の女性。
ルーク（Luke）
南部訛りの男性。
ゴッダート（Goddard）
サミュエル（Samuel）

ポリー（Polly）
パトリシアに媚びている女の子。
これらの人格以外にも、前作で登場した歴史オタクのオーウェル（Orwell）、シリーズでは登場しなかったバーニス（Bernice）、ラケル（Rakel）、アンセル（Ansel）という人格も存在していることがシリーズで判明している。
デヴィッド・ダン / “監視人” - ブルース・ウィリス（磯部勉）
決して壊れない不死身の肉体と、悪を感知する能力を持つ。水が弱点。
イライジャ・プライス / ミスター・ガラス - サミュエル・L・ジャクソン（手塚秀彰）
非凡なIQを持つが、一方では生涯で94回骨折した壊れやすい身体を持つ。
ケイシー・クック - アニャ・テイラー＝ジョイ（志田有彩）
ビーストが引き起こした誘拐事件唯一の生存者。
エリー・ステイプル医師 - サラ・ポールソン（園崎未恵）
精神科医。デヴィッドら3人を治療する。
ジョセフ・ダン - スペンサー・トリート・クラーク（福山潤）
デヴィッドの息子。
ミセス・プライス - シャーレイン・ウッダード（一柳みる）
イライジャの母。
ピアース - ルーク・カービー
精神病院の職員。
ダリル - アダム・デヴィッド・トンプソン
精神病院の職員。
ジャイ - M・ナイト・シャマラン（宮本淳）
ダン一家の経営する店に防犯カメラを買いにきた男。19年前にスタジアムで警備員をしていたデヴィットの事を覚えていた。

## 製作

### 製作に至るまで
2000年11月に『アンブレイカブル』が公開された直後から、同作の続編が製作されるとの噂がネット上で広まっていた。ブルース・ウィリスは『アンブレイカブル』が3部作の第1作になることを望んでいたが、12月に出たインタビューで、シャマランはその可能性を否定した。2001年8月、『アンブレイカブル』のDVD販売が好調だったことを受けて、シャマランが続編の製作に意欲を見せていると報じられた。2008年9月、シャマランとサミュエル・L・ジャクソンが『アンブレイカブル』続編の可能性について話し合ったが、同作の興行収入が伸び悩んだこともあって、話し合いは不首尾に終わったとの報道があった。2010年2月、ウィリスが「シャマラン監督は続編の製作を諦めていない」という主旨の発言をした。
2017年1月20日、シャマラン監督の新作『スプリット』が全米公開された。同作の悪役、ケビン・ウェンデル・クラムは元々『アンブレイカブル』に登場する予定だったが、ストーリー全体のバランスを考慮した結果、最終的には削除されたキャラクターであった。『スプリット』の脚本はそのときのアイデアを基に執筆された。
『スプリット』のエンディングに『アンブレイカブル』のデヴィッド・ダンが登場したのは、両作品が同じ世界観を共有する作品であることを明確にするためであった。『スプリット』の公開直後のインタビューで、シャマランは『アンブレイカブル』と『スプリット』が3部作構成の作品であり、その完結作を製作する準備を進めていると明言した。続編の製作に当たって、『アンブレイカブル』と『スプリット』の配給会社が異なるという問題が存在していたが、シャマランは後者を製作する時点で前者の権利を持っていたウォルト・ディズニー・スタジオの許可を取り付けていた。同社の社長、ショーン・ベイリーはディズニーが本作の製作に関与することを条件に、『アンブレイカブル』のデヴィッド・ダンを『スプリット』に登場させて良いとシャマランに約束した。その際、ディズニーは『アンブレイカブル』に出てくるキャラクターの使用料をシャマラン側に請求しないことでも合意した。
2017年2月6日、『スプリット』が批評的・興行的に成功したことを受けて、本作の製作が正式に始まったと報じられた。4月27日、シャマランは自身のTwitterで本作の脚本が完成したことと本作のタイトルが『Glass』に決まったことを報告した。

### キャスティング・撮影
『アンブレイカブル』と『スプリット』の主要登場人物を演じた俳優たち（ブルース・ウィリス、サミュエル・L・ジャクソン、スペンサー・トリート・クラーク、シャーレイン・ウッダード、ジェームズ・マカヴォイ、アニャ・テイラー＝ジョイ）の続投は早くから決まっていた。2017年7月24日、サラ・ポールソンの出演が決まったと報じられた。11月、アダム・デヴィッド・トンプソンがキャスト入りした。
2017年10月2日、本作の主要撮影がフィラデルフィアで始まった。精神病院のシーンの撮影はアレンタウン州立病院で行われた。

## 公開・マーケティング
2018年4月25日、シャマランが出席したシネマコンで本作の予告編がお披露目された。6月29日、本作のポスター第1弾が公開された。7月12日、本作の劇中写真が初めて公開された。20日、サンディエゴで開催されたコミコンで、本作のファースト・トレイラーが公開された。2019年1月12日、イーストレイル117号三部作を一気に上映する会が初めて催された。

## 興行収入
本作は公開初週末に4500万ドル前後を稼ぎ出すと予想されていたが、実際の数字はそれを少し下回るものとなった。2019年1月18日、本作は全米3841館で公開され、公開初週末に4032万ドルを稼ぎ出し、週末興行収入ランキング初登場1位となった。この数字は『アンブレイカブル』（3033万ドル）と『スプリット』（4001万ドル）の初動成績を上回るものであった。

## 評価
本作に対する批評家の評価は芳しいものではない。映画批評集積サイトのRotten Tomatoesには249件のレビューがあり、批評家支持率は36%、平均点は10点満点で5点となっている。サイト側による批評家の見解の要約は「『ミスター・ガラス』はM・ナイト・シャマランが捻りのきいた世界観を存分に構築するさまを垣間見せてくれる。しかし、結局のところ、長年温められてきた三部作の結末としてはガッカリさせられる出来である。」となっている。また、Metacriticには47件のレビューがあり、加重平均値は42/100となっている。なお、本作のCinemaScoreはBとなっている。

## 続編の可能性
本作の公開直後からネットを中心に続編を待望する声が上がっているが、シャマランは「『ミスター・ガラス』のストーリーをさらに掘り下げることは可能だが、続編を作る意欲はない」という主旨の発言をしている。